# کوئینز پارک، نیو ساوت ولز
کوئینز پارک (به انگلیسی: Queens Park) یک حومه شهر در استرالیا است که در نیو ساوت ولز واقع شده‌است.